# Штутгартский регион
Штутгартский регион (нем. Metropolregion Stuttgart) — регион-метрополис на юго-западе Германии, состоящий из городов и районов вокруг Штутгарта, Хайльбронна, Тюбингена и Ройтлингена. Эти города объединены в три агломерации. Население региона составляет около 5,4 млн человек, и это один из крупнейших регионов Германии. Площадь этого региона составляет около 15 тыс. км².
Штутгартский регион находится примерно в 200 км к югу от Франкфурта, в 200 км к западу от Мюнхена и примерно в 600 км к востоку от Парижа. Другими близлежащими регионами являются Рейн-Неккар, Франкфурт-Рейн-Майн, Нюрнбергский и Мюнхенский регионы.
Этот регион является одним из самых экономически сильных в Германии и Европе. Многие известные компании, такие как Mercedes-Benz Group, Porsche, Bosch, Schwarz Gruppe, Mahle, Würth, Märklin, Stihl, Kärcher, Trumpf и Festo, имеют свои центральные штаб-квартиры в регионе. Кроме того, в регионе расположены многие малые и средние скрытые чемпионы, образующие немецкий Миттельштанд. Международные компании, такие как IBM, Hewlett-Packard, Intersport, Euronics и FrieslandCampina, также имеют свои немецкие штаб-квартиры в регионе.
В культурном отношении регион является преимущественно швабским, с некоторыми франконскими элементами на севере. В регионе сильны традиции виноделия и пивоварения, круглый год проводятся многочисленные винные и пивные фестивали. Наиболее значимыми являются Каннштаттер Фольксфест (праздник, похожий на Октоберфест, который проводится дважды в год), винный фестиваль в Штутгарте и винный фестиваль в Хайльбронне. Типичными блюдами региона являются маульташены, шпецле, суп с блинной стружкой, шупфнудель и ростбиф с луком.

## Карты

Расположение Штутгартского региона (оранжевый) в Баден-Вюртемберге
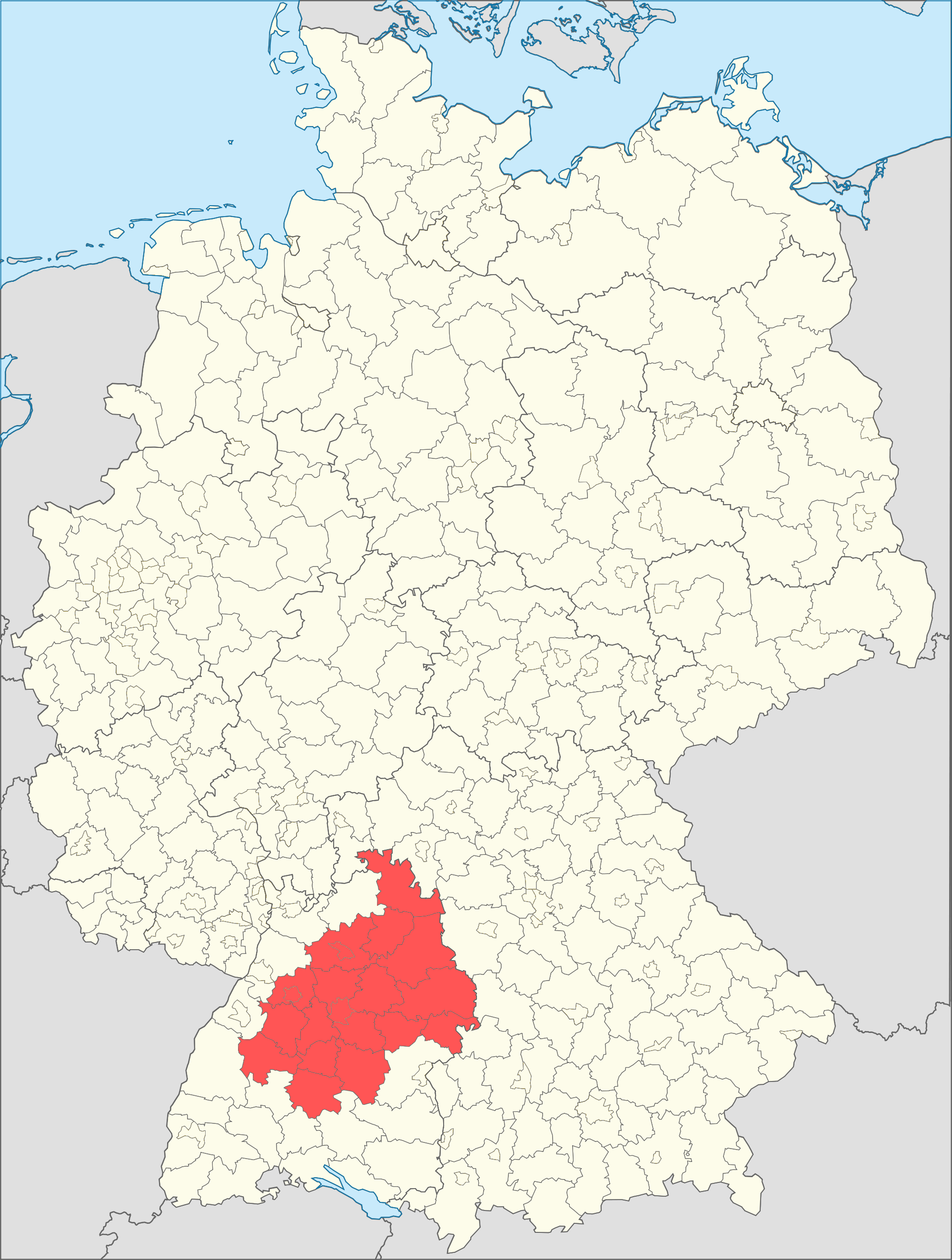
Расположение Штутгартского региона в Германии